# Gentiana ecaudata
Gentiana ecaudata är en gentianaväxtart som beskrevs av Marquand. Gentiana ecaudata ingår i släktet gentianor, och familjen gentianaväxter. Inga underarter finns listade i Catalogue of Life.